# Fort Williams fyr
Fort Williams fyr är en inaktiv fyr på Dawson’s Hill omkring 600 meter från fortet Carolusborg i Cape Coast på Ghanas sydkust. 
Fort William byggdes medan Ghana var en brittisk koloni. Det anlades i april 1820 av guvernör Hope Smith på platsen för en tidigare utkikspost och kallades
Smith’s Tower. Någon gång före 1838 byggdes fortet om till en fyr och fick namnet Fort William.

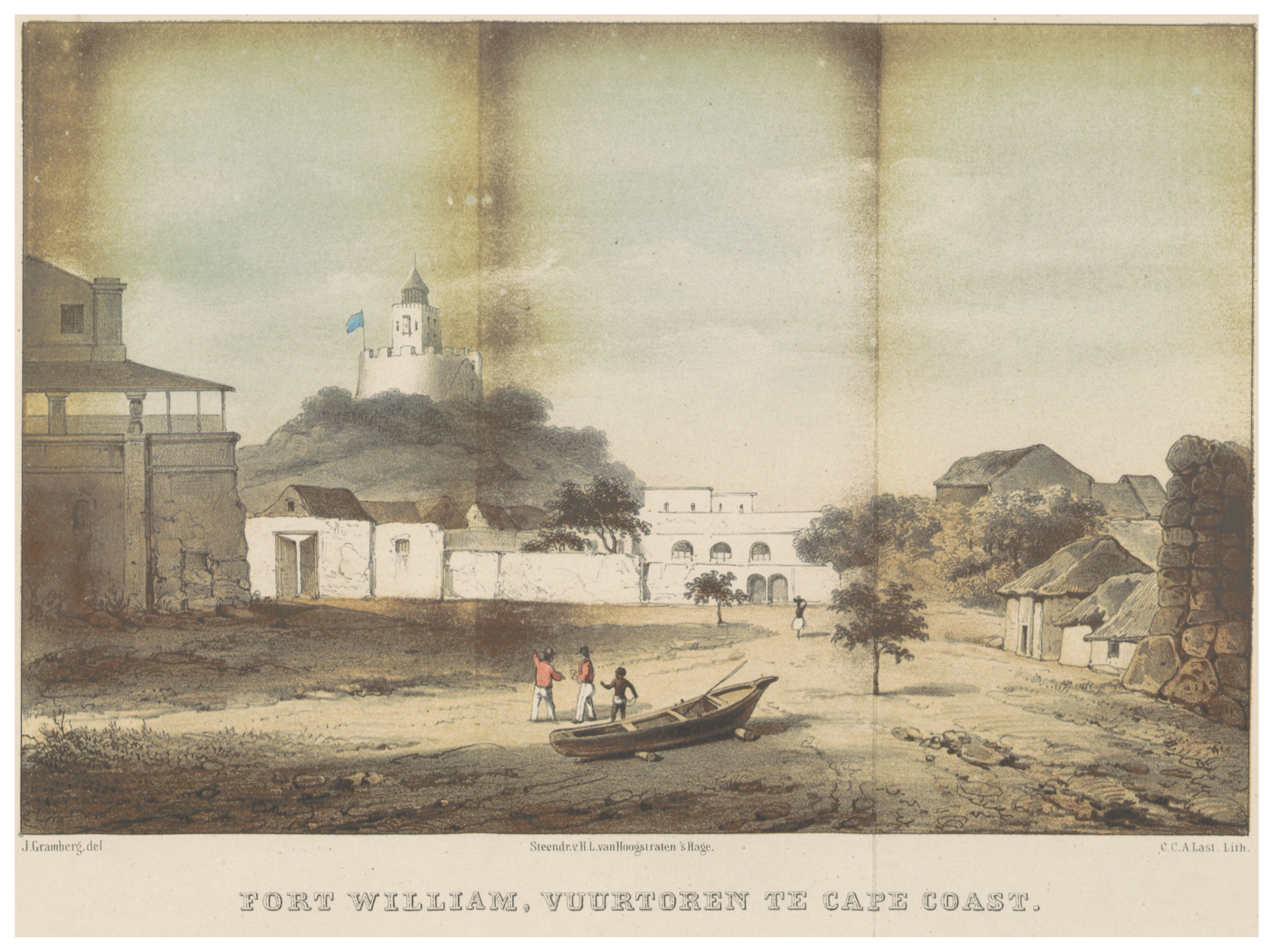
Fort William, 1861.

Det 20 meter höga, fyrkantiga tornet står inne i det runda fortet. Det är vitmålat och försett med en röd lanternin. Intill fyren finns två radiomaster.
Fyren lades ned på 1970-talet och byggnaden används nu av Ghana Museums & Monuments Board. Det röda blinkande ljuset på radiomasterna används för navigation
Fort William och Carolusborg samt tre befästningar och ett tiotal andra fort längs Ghanas kust utsågs till världsarv av Unesco år 1979.
Fort William är öppet för besökare.